# Chodouň
Chodouň (en allemand : Chodaun) est une commune du district de Beroun, dans la région de Bohême-Centrale, en Tchéquie. Sa population s'élevait à 699 habitants en 2020.

## Géographie
Chodouň se trouve à 2 km au sud-est du centre de Zdice, à 11 km au sud-ouest de Beroun et à 38 km au sud-ouest de Prague.
La commune est limitée par Zdice au nord, par Tmaň et Málkov à l'est, par Libomyšl au sud, et par Stašov et Bavoryně à l'ouest.

## Histoire
La première mention écrite de la localité date de 1271.